# Angels Cry (canção)
"Angels Cry" é uma canção/single do décimo segundo álbum da cantora norte-americana de R&B Mariah Carey, Memoirs of an Imperfect Angel. A música foi remixada com a colaboração do também cantor de R&B, Ne-Yo e lançada no álbum Angels Advocate.

## Sobre a música
A música fala sobre um casal que se lamenta por ter deixado o romance entre eles acabar.

## Videoclipe
O vídeo foi filmado em dezembro de 2009, junto com o video de Up Out My Face e ambos os videos foram co-dirigidos por Carey. O video clipe da canção mostra os supostos bastidores da gravação da música entre Mariah e Ne-Yo,em algumas cenas aparece Mariah Cantando na Chuva e Ne-Yo em um Piano.

## Desempenho
A canção estreou na tabela Billboard Hot Adult Contemporary Songs na posição #30 e assim esta foi a segunda vez que Carey obteve duas canções do mesmo álbum a entrar nesse chart (sendo "I Want to Know What Love Is" a outra canção). Desde o disco Butterfly que isso não sucedia. "Angels Cry" foi a 43ª entrada de Mariah na tabela Billboard R&B/Hip-Hop Songs.

### Posições
| Parada (2010)                                  | Melhor posição |
| ---------------------------------------------- | -------------- |
| Estados Unidos Billboard Hot R&B/Hip-Hop Songs | 90             |
| Indonésia - Rádios                             | 2              |
| Japão - Downloads                              | 59             |
| Japão - Hot 100                                | 89             |
| Coreia do Sul - Singles                        | 4              |
| Reino Unido - Singles                          | 81             |

## Histórico de lançamento
| País           | Data                    | Formato                | Gravadora      |
| -------------- | ----------------------- | ---------------------- | -------------- |
| Estados Unidos | 26 de Janeiro de 2010   | Radio Rítmica e Urbano | Island Records |
| Estados Unidos | 23 de Fevereiro de 2010 | Download Digital       |                |
| Portugal       | 22 de Fevereiro de 2010 | Download Digital       | Island Records |
| Japão          | 23 de Fevereiro de 2010 | Download Digital       | Island Records |
| Nova Zelândia  | 1 de março de 2010      |                        | Island Records |